# نظرية HSAB

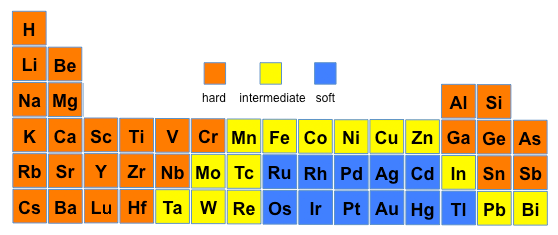
الأحماض

نظرية HSAB (تسمية HSAB هي اختصار hard and soft acids and bases) هي نظرية في الكيمياء لتصنيف أحماض وقواعد لويس من أجل شرح ثباتية المركبات الكيميائية وآلية تفاعلها ومساراتها، وذلك بمنح صفة قاسي Hard وطري soft وحمض acid وقاعدة base للأنواع الكيميائية. نُشر هذا المبدأ لأول مرة من قبل رالف بيرسون Ralph G. Pearson في أوائل ستينات القرن العشرين. كمحاولة لفهم التفاعلات في الكيمياء اللاعضوية والعضوية.

## المبدأ

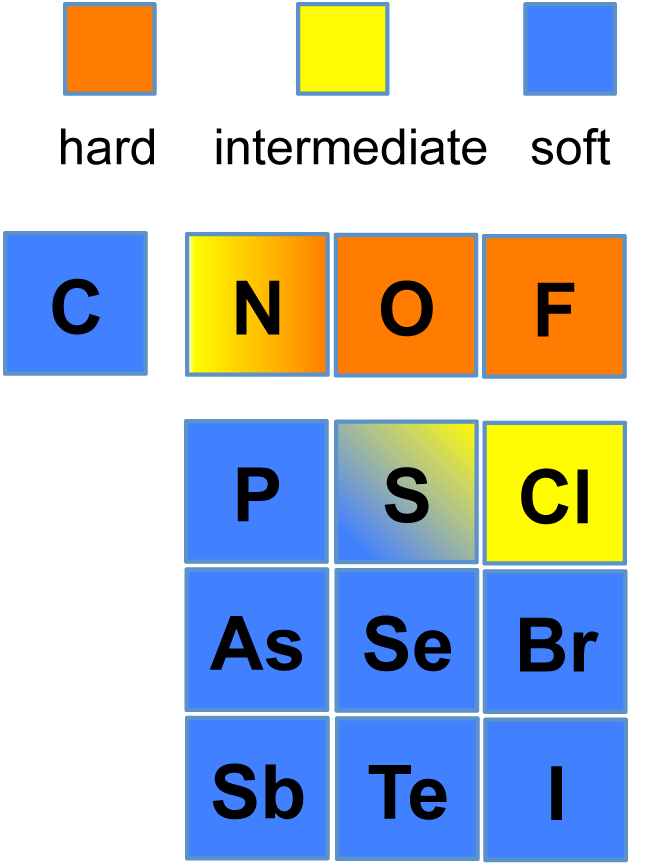
القواعد

- توصف الأنواع الكيميائية (من ذرات وأيونات وجزيئات أنها قاسية عندما تكون صغيرة الحجم ولها كثافة شحنة مرتفعة، أي أن لها شحنة كهربائية مرتفعة ونصف قطر ذري صغير (نسبة مرتفعة من الشحنة/نصف القطر).
- توصف الأنواع الكيميائية أنها طرية عندما تكون كثافة الشحنة منخفضة؛ أي ذات حجم كبير وشحنة كهربائية منخفضة (نسبة منخفضة من الشحنة/نصف القطر).

بالتالي تكون الأنواع القاسية ذات قابلية استقطاب منخفضة، ولكنها بحد ذاتها تكون قادرة ومؤثرة في استقطاب الأنواع الطرية؛ في حين أن الأنواع الطرية تكون ذات قابلية استقطاب مرتفعة، ولكنها بحد ذاتها غير قادرة على التأثير في استقطاب الأنواع القاسية.
يفيد هذا المبدأ خصوصاً في كيمياء الفلزات الانتقالية من أجل ترتيب وتصنيف الربيطات؛ كما يفيد في التنبؤ بنواتج تفاعلات التبادل.

## اقرأ أيضاً
- أحماض وقواعد لويس